# Reacción internacional al conflicto de la Franja de Gaza de 2008-2009

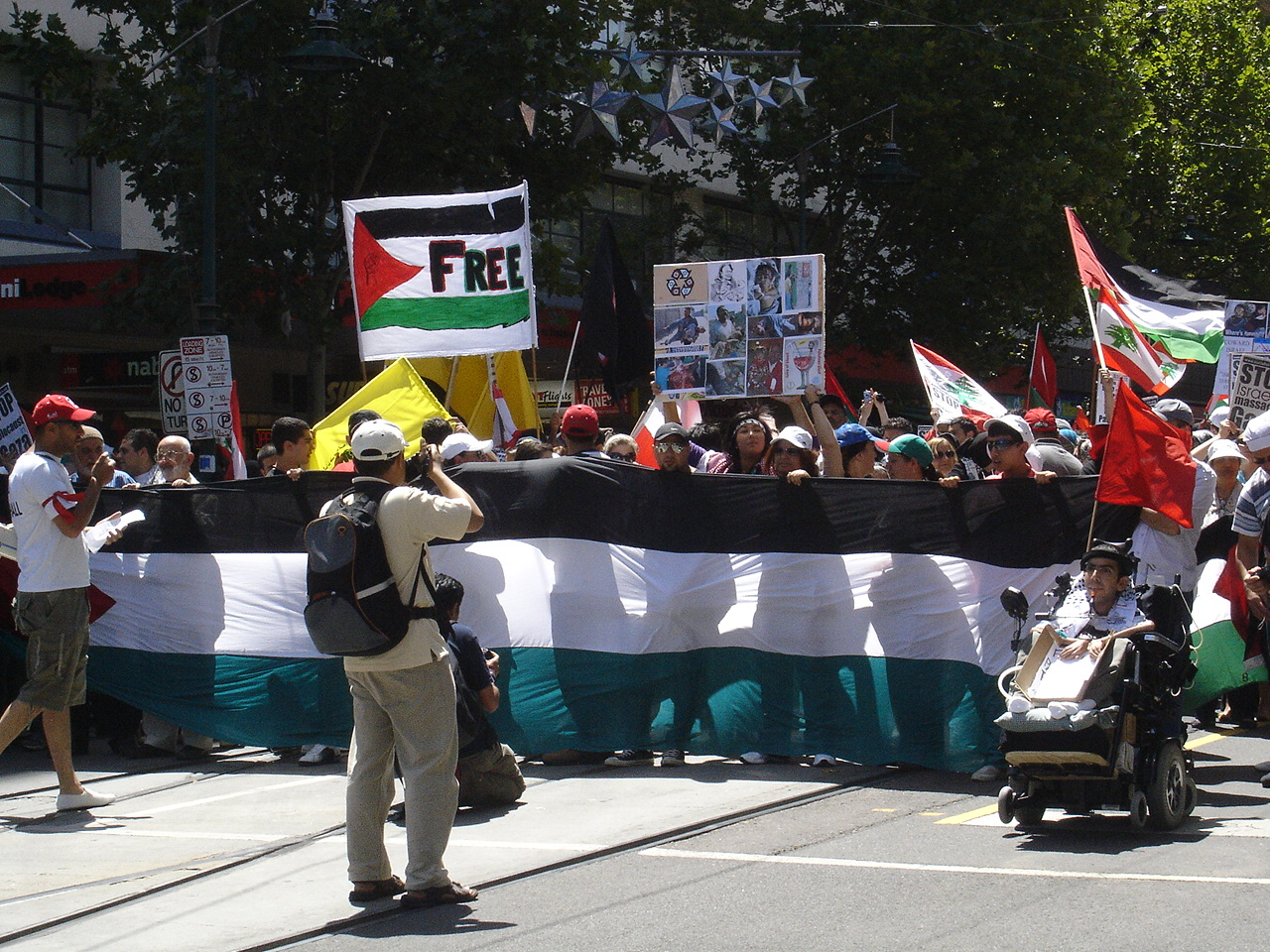
Manifestación en Melbourne (Australia) contra los bombardeos sobre la franja de Gaza.

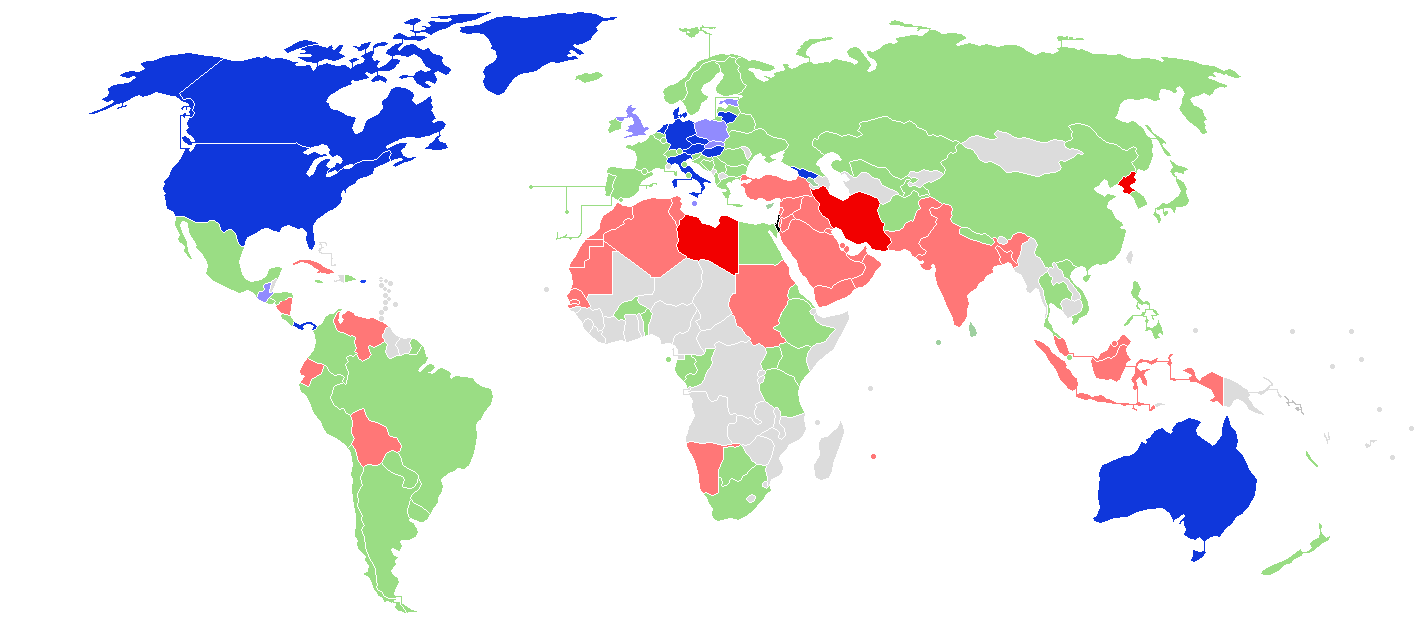
Reacción internacional al conflicto de la Franja de Gaza de 2008-2009
Israel-Gaza
Estados que han respaldado la posición israelí o condenado sólo a Hamas.
Estados que han condenado la acción israelí.
Estados que han solicitado el fin de las hostilidades o criticado a ambas partes.
Estados que no se tiene constancia de su posición en la actualidad..

El Conflicto de la Franja de Gaza de 2008-2009 iniciado por Israel el 27 de diciembre de 2008, con el objetivo declarado de «eliminar la capacidad militar» de la organización palestina Hamás tuvo unas repercusiones internacionales que se especifican a continuación.

## Reacciones de implicados

### Israel
Autoridades del ejército israelí confirmaron que el ataque se había llevado a cabo en cumplimiento de una decisión adoptada por el gabinete de seguridad del primer ministro de Israel, Ehud Ólmert, mientras expresaron su intención de continuar con los ataques «de acuerdo a lo que acontezca en el terreno». Estas mismas fuentes afirmaron que la ofensiva era «solo el comienzo» y que «los ataques continuarán, se extenderán y de ser necesario se intensificarán». Por su parte, el Gobierno israelí emitió una nota en la que afirmaba que el ataque «es parte de las medidas tomadas para luchar contra el lanzamiento continuo de cohetes contra nuestras ciudades del sur de Israel», afirmando haber prevenido a la población civil de Gaza de los inminentes ataques a la vez que responsabilizaban a Hamás de las consecuencias del mismo.

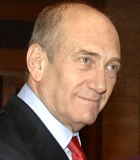
Ehud Olmert en febrero de 2007.

Jamal Zahalka, miembro árabe de la Knesset, ha instado a la acusación al ministro de Defensa israelí, Ehud Barak, por crímenes de guerra contra el pueblo palestino en una protesta en Nazaret.
Raphael Schutz, embajador israelí en España, ha lamentado la «increíble ligereza» con la que se ha utilizado el argumento de la desproporcionalidad de la respuesta de Israel frente a los ataques palestinos, afirmando que los israelíes han sufrido ocho años de «persistentes ataques con misiles». Schutz se lamentó de las bajas civiles que el bombardeo ha causado, pero dijo que «hay que recordar que es una guerra, y lamentablemente cae gente inocente». En ese sentido, acusó a Hamás de proteger a sus milicianos utilizando escudos humanos.
En una entrevista para la cadena NBC, Tzipi Livni, candidata de Kadima a primer ministro, calificó la operación como «exitosa», y dijo que su gobierno está decidido a cambiar la realidad en el territorio dominado por Hamás. La actual ministra de exteriores también aseguró que la operación se dirige contra edificios en que opera Hamás, pero en la guerra a veces sufren las consecuencias los civiles.
La población israelí vecina a Gaza no se muestra inquieta; un profesor de Sderot, la ciudad israelí más próxima a la Franja comentó: «Bueno, lo que ocurre es bastante grave, pero la verdad es que no me siento más inseguro. Al revés, desde el inicio de la intervención del Ejército me siento más seguro. Llevábamos años pidiendo algo parecido». También el argentino-israelí Jaim Jelin, jefe del Consejo Regional Eshkol y una de las voces de los líderes de la población del sur de Israel más escuchados ha declarado: «Creo que va a tener que pasar esta guerra para que haya paz. No habrá otra. No comprenden que hay que sentarse a la mesa y que cada uno escriba lo que necesita, para tratar de entenderse. Ellos (refiriéndose a Hamas) entienden únicamente la fuerza». Jelin consideraba que el problema no puede reducirse a cifras: «los trece fallecidos desde 2001 hasta el inicio de la operación por ataques con proyectiles qassam son civiles. En la Franja de Gaza, los más de 225 que murieron (el primer día de la ofensiva) en su mayoría no son civiles, sino soldados. Ellos no atacan a nuestro ejército. No es una guerra de ejército contra ejército, sino de misiles disparados hacia la población civil».

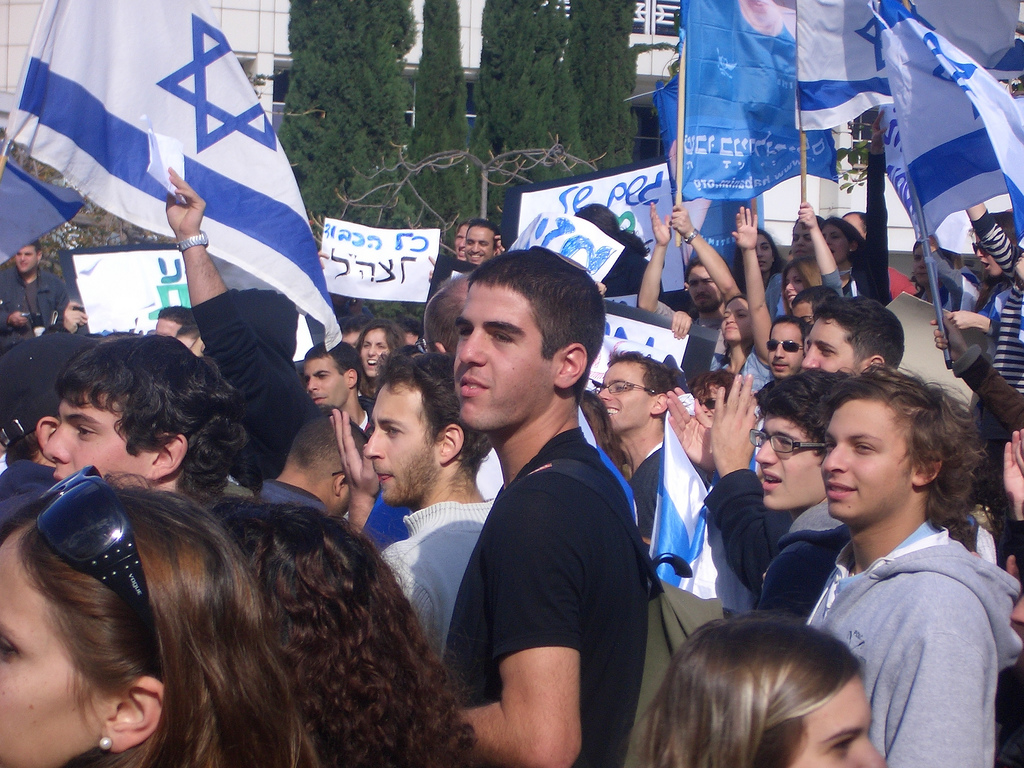
Manifestación de apoyo a la ofensiva militar en la Universidad de Tel Aviv.

La ofensiva militar israelí ha recibido amplio apoyo ciudadano y de todas las líneas políticas, aunque hay voces opositoras. La operación ha suscitado un amplio consenso entre la población israelí, según una encuesta publicada por Maariv, pues el 95% de la población israelí la apoya, el 80% de forma incondicional. Según otra encuesta de Haaretz, el 50% de la población estaría de acuerdo en continuar los ataques aéreos, un 20% cree que se debería ampliar la operación, incluyendo una ofensiva terrestre, y un 20% consideraría que se debería tratar de negociar una tregua lo antes posible.
Entre las voces críticas se pueden destacar las siguientes: el partido Meretz, de izquierda e identificado desde siempre con soluciones pacíficas ha pedido recuperar el alto el fuego, pero añadiendo que «hay que tomar medidas fuertes contra Hamás». El escritor Amos Oz, uno de los principales intelectuales de izquierda israelí , también responsabiliza totalmente a Hamás de la situación, enfatizando la necesidad de «un alto el fuego de inmediato, un cese total del disparo de Hamas contra Israel y un cese absoluto del operativo israelí en Gaza». Más críticos son el escritor David Grossman, que perdió un hijo en la guerra contra Líbano de 2006: «No debemos, bajo ningún concepto, atacarlos tan violentamente, inclusive si Hamas, durante años, ha tornado intolerablemente miserable la vida de la población del sur de Israel» o Gideo Levi, comentarista del Haaretz, al escribir que «nuestros buenos muchachos están haciendo cosas malas, sin distinguir entre Hamas y los niños». También grupos de extrema izquierda en la Universidad de Haifa y Tel Aviv.
Las voces críticas no destacan sobre el apoyo generalizado a la operación. La Dra. Adriana Katz, del Centro de Ayuda de Emergencia en Sderot, explicó a la BBC que «aquí hay una población entera aterrorizada, un efecto sicológico tremendo, que durará mucho tiempo y en algunos casos, quizás para siempre». El Dr. Claudio Kristal del hospital Barzilai de Ascalón afirma no saber «si esto va a ayudar o no», pero «entiendo lo que está pasando. Evidentemente la situación había que cambiarla porque era absolutamente insoportable».

### Hamás
Las autoridades del Gobierno de Hamás en la Franja de Gaza, objetivo directo del ataque según fuentes israelíes, consideraron que con el ataque Israel había comenzado una «guerra abierta», y solicitaron a sus seguidores que realizaran atentados suicidas contra Israel. Pocas horas después del ataque israelí se sucedieron lanzamientos de proyectiles Qassam contra poblaciones del sur de Israel como respuesta, provocando la muerte de una mujer en Netivot.
El portavoz de Hamás, Fawzi Barhoum, por su parte declaró que «Hamás continuará la resistencia hasta la última gota de sangre». El líder de Hamás en el exilio, Khaled Meshaal, realizó el 28 de diciembre un llamamiento a los palestinos a una nueva intifada contra Israel.
El presidente de Senegal, Abdoulaye Wade, actual líder de la Organización de la Conferencia Islámica informó el 29 de diciembre a través de un comunicado de la cancillería senegalesa que el líder de Hamás, Khaled Meshaal, le había confirmado en conversación telefónica «estar listo para firmar un alto el fuego en Gaza» en un lugar elegido por ambas partes. El ministerio afirmó que el presidente Wade proponía una tregua definitiva entre Israel y Hamás «a través de la firma de un acuerdo que comprometa a Hamas con el cumplimiento de un inmediato alto el fuego a cambio de uno de Israel, acompañado por el total desbloqueo de Gaza».

### Autoridad Nacional Palestina

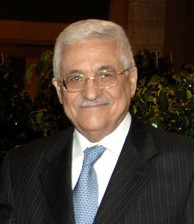
Mahmud Abbas, en 2007.

El Gobierno palestino en Ramala convocó una reunión urgente. Yasser Abed Rabbo, dirigente de Fatah (rival interno de Hamás) calificó los ataques como «barbarie». El presidente de la Autoridad Nacional Palestina Mahmud Abbas condenó los ataques y pidió la intervención internacional para detenerlos inmediatamente.
El delegado general de Palestina en España, Musa Amer Odeh, subrayó el 30 de diciembre que «no es justo comparar al pueblo ocupado con la fuerza ocupante, ni perdonar o hacer la vista gorda a las acciones del ocupante, que tiene su responsabilidad», señalando la diferencia entre el pueblo palestino, que no está militarizado, e Israel, cuarta potencia militar del mundo. También expresó su deseo de que el nuevo gobierno de Barack Obama en Estados Unidos «luche por una paz justa en el mundo», algo que «no será posible mientras se apoye al ocupante». Por último, incidió: «Hemos trabajado duro por la paz y vamos a seguir haciéndolo, pero no habrá paz sin justicia, y no habrá justicia con ocupación».
La primera reacción palestina en Cisjordania se produjo en Ramala: una manifestación encabezada por las autoridades palestinas se acercó al hospital de la ciudad para donar sangre. A lo largo de la tarde del día 27 en las ciudades palestinas de Nablús, Ramala, Belén, Hebrón y Tulkerem se produjeron varias manifestaciones y enfrentamientos en los puestos de vigilancia israelíes, entre palestinos armados con piedras y cristales que protestaban contra el bombardeo atacando el muro y los soldados israelíes, que respondieron con gases lacrimógenos, bombas sonoras y pelotas de goma. En Hebrón y Ramala los soldados dispararon contra los manifestantes;  tras los disturbios decenas de palestinos fueron trasladados a los hospitales, donde la población acudía a donar sangre, para recibir atención sanitaria. Al finalizar el día, las ciudades más complicadas eran Ramala, que permanecía cerrada, y Nablús, especialmente castigada por el Ejército israelí; mientras que en las calles de Belén la tensión era evidente.
Según informaba el 3 de enero la agencia oficial palestina Wafa, tras el inicio de la invasión terrestre del norte de la Franja de Gaza por fuerzas israelíes, tanto el presidente de la Autoridad Palestina, Mahmud Abbas, como los demás líderes de la Organización para la Liberación de Palestina condenaron firmemente la «ampliación de la criminal agresión» de Israel sobre Gaza, responsabilizando al gobierno israelí de las «peligrosas consecuencias» de que la agresión persistiera. Al parecer, Abbas también se puso en contacto telefónico con numerosos dirigentes árabes y de la comunidad internacional para poner fin de modo inmediato y sin condiciones a la agresión.

### Egipto
Egipto es un país que ha actuado en varias ocasiones como mediador entre Hamás e Israel, limita por el noreste tanto con la Franja de Gaza como con Israel, y se encarga de custodiar el lado egipcio del paso de Rafah, que comunica la Franja con el desierto del Sinaí, perteneciente al país egipcio. Por todo ello es considerado una de las partes implicadas en el conflicto.
El Gobierno de Egipto condenó el ataque llevado a cabo por Israel, y afirmó su intención de continuar mediando entre las partes para lograr «una atmósfera que conduzca a un período de calma y reconciliación entre los grupos palestinos». Al mismo tiempo, el ministro de Exteriores, Ahmed Aboul Gheit, dijo que Egipto advirtió a Hamás que ésta sería la reacción israelí si Hamás persistía con los lanzamientos de cohetes. Asimismo, las autoridades egipcias abrieron el Paso de Rafah el 27 de diciembre para permitir la evacuación de los heridos en Gaza y la entrada de ayuda humanitaria en la Franja. También se mandaron varias ambulancias a Gaza para trasladar a los heridos a hospitales de Egipto, sin embargo Egipto comunicó el 28 de diciembre que Hamás no permitía que los heridos cruzasen la frontera a Egipto. Egipto también ha colocado quinientas unidades de su policía antidisturbios a lo largo de la frontera.
Miles de manifestantes protestaron en contra de su propio gobierno, debido a la negativa del mismo a abrir completamente el acceso a la Franja de Gaza.

## Organismos internacionales

### Organización de Naciones Unidas
El mismo día 27 de diciembre, Ban Ki-moon, secretario general de la ONU, aseguró estar «profundamente alarmado» por la «dura violencia y el derramamiento de sangre en Gaza, así como por la violencia en el sur de Israel». Ki-moon reconoció la preocupación del gobierno israelí en materia de seguridad debido al «continuo lanzamiento de cohetes desde Gaza», pero reiteró la obligación de Israel de «respetar los derechos humanos y el derecho humanitario internacional». El embajador estadounidense ante la ONU, Zalmay Jalilzad ha declarado que el Consejo de Seguridad de Naciones Unidas ha mantenido una reunión de urgencia tras la que ha solicitado a todas las partes el cese completo de la violencia en la Franja de Gaza, y que se emprendan las medidas necesarias para facilitar el acceso de ayuda humanitaria, incluyendo la reapertura de todos los accesos a la zona.
El día 29 de diciembre, el secretario general de la ONU ofreció una rueda de prensa extraordinaria en la que condenó el «exceso de fuerza» llevado a cabo por el ejército israelí en la Franja de Gaza. Exigió a ambas partes un «cese el fuego inmediato», expresó su temor por los niños palestinos, que suponen «más de la mitad de la población» de la Franja, y afirmó que «Israel debe mantener abiertos los cruces de fronteras para que pueda entrar la ayuda, y me han garantizado que así lo harán».
En agosto de 2009 un reporte de la Alta Comisionada de las Naciones Unidas para los Derechos Humanos, Navi Pillay, concluyó que existe considerable evidencia de que las fuerzas armadas israelíes cometieron violaciones a los derechos humanos y al derecho internacional durante el conflicto.

### Unión Europea
El Jefe de la diplomacia de la Unión Europea Javier Solana expresó su preocupación por el ataque sobre Gaza, solicitando un alto el fuego inmediato a ambas partes. Por su parte, el presidente de turno de la Unión Europea Nicolas Sarkozy condenó tanto las «provocaciones irresponsables» que habían provocado este ataque como el «uso desproporcionado de la fuerza».
El presidente de la Asamblea Parlamentaria del Consejo de Europa, Lluís Maria de Puig, condenó tanto los ataques de cohetes desde Gaza por parte de Hamás como los ataques aéreos por parte de Israel: «La violencia, la destrucción y la muerte nunca resolverán el problema de Oriente Próximo. Por el contrario, llevarán a más violencia y muerte. La única solución es política: reanudar el alto el fuego, el diálogo y las negociaciones. La Asamblea, que siempre ha defendido la paz y los derechos humanos, no puede aceptar la escalada mortal de las últimas horas». También dijo que «la Asamblea está dispuesta a ayudar a ambas partes a alcanzar una solución pacífica si tienen la voluntad política para ello».

### Organización de la Conferencia Islámica
En un comunicado hecho público el 29 de diciembre, el presidente senegalés Abdoulaye Wade, líder de la Organización de la Conferencia Islámica demandaba «que Israel detenga inmediatamente los bombardeos aéreos y se abstenga de realizar otros ataques en territorio palestino».

### Organización de Estados Americanos
José Miguel Insulza, secretario general de la Organización de Estados Americanos (OEA), condenó el 29 de diciembre la «masacre» provocada, asegurando que «la matanza de centenares de inocentes ocurrida este fin de semana nunca podrá justificarse, ni siquiera a pretexto de represalias», y expresó su «absoluto rechazo» a las acciones de Israel sobre la Franja de Gaza, instándole a detener sus ataques y poner en marcha una nueva iniciativa de paz, para que este tipo de tragedias no se repita. «Una masacre lleva siempre a otra y aleja las posibilidades de paz, que el mundo entero exige hoy más que nunca», afirmó Insulza en un comunicado divulgado por la OEA.

### Iglesia católica
El Papa Benedicto XVI dijo durante la primera misa del año que «el profundo deseo de vivir en paz sale de los corazones de la gran mayoría de la población israelí y palestina», y manifestó su confianza en que «con la sabia y previsora contribución de todos» se darán respuestas concretas a la aspiración de vivir en paz, seguridad y dignidad. El 1 de enero era la 42 Jornada Mundial de la Paz con el lema: 'Combatir la Pobreza, luchar por la paz'. Durante la homilía, el Papa recordó que «la violencia, el odio y la desconfianza son las formas de pobreza -tal vez la más terrible- que hay que combatir» y recordó a todos los que allí sufren, especialmente «la pequeña pero ferviente parroquia de Gaza».

## Países no implicados
El 2 de enero de 2009, en respuesta al «Día de la Ira» convocado por Hamás tras el fallecimiento de Nizar Rayan, debido a lo cual fue cerrada Cisjordania, hubo también protestas en puntos de Oriente Medio y varios países asiáticos, así como Australia y Kenia. Antidisturbios en Jordania lanzaron gases lacrimógenos para detener una manifestación camino de la embajada israelí, mientras que en Estambul, miles de turcos quemaron banderas israelíes tras las plegarias del viernes.

### Estados Unidos
El representante de la Casa Blanca, Gordon Johndroe, exhortó a Israel a evitar causar víctimas civiles en sus ataques a Hamás en Gaza. También urgió a Hamás a «detener sus actividades terroristas» si quiere tener un papel en el futuro del Pueblo Palestino.
El presidente electo Barack Obama, está siguiendo desde Hawái la ofensiva desatada en la Franja de Gaza, en permanente contacto tanto con George W. Bush como con la secretaria de Estado Condoleezza Rice, según afirmó su portavoz David Axelrod, quien añadió que Obama considera «inapropiado» hacer comentarios porque todavía no ha tomado posesión de su cargo, y que «va a trabajar de cerca con los israelíes. Son uno de nuestros grandes aliados, el más importante en la región», subrayando que será de forma «que se promueva la causa de la paz», para lo que será preciso trabajar tanto con los palestinos como con Israel.
Un pequeño grupo de manifestantes se reunió el día 30 frente a la casa de Barack Obama en Hawái, en protesta por los ataques aéreos de Israel. Algunos de sus detractores criticaron que no se manifestase sobre esta situación y que sí lo hiciera con los atentados de Bombay en noviembre, así como sobre la crisis económica estadounidense.
Estados Unidos y Reino Unido se negaron a apoyar una propuesta presentada por Libia (en nombre de la Liga Árabe) en una reunión de emergencia del Consejo de Seguridad de Naciones Unidas instando al cese inmediato de las operaciones israelíes en la Franja de Gaza, al considerar que no tenía en cuenta los ataques de Hamás. El embajador de Estados Unidos ante la ONU opinó que son Israel y Hamás quienes deben acordar un cese el fuego, y la ONU no debería imponerlo.

### Líbano
Sayyed Hassan Nasrallah, líder chií de Hezbolá, ha realizado una llamada de alerta a sus militantes, ante un posible ataque israelí en Líbano: «He pedido a los hermanos en la resistencia especialmente en el sur de estar presentes, en alerta y cautos porque nos enfrentamos a un enemigo criminal y no conocemos la magnitud de sus conspiraciones». En un discurso televisado, ha asegurado que las operaciones israelíes en Gaza son un calco de la Guerra del Líbano de 2006, saldada con más de mil muertos. También ha denunciado la postura de Egipto frente al conflicto, advirtiendo a los oficiales egipcios: «si no abrís el Paso de Rafah entonces seréis cómplices del crimen, cómplices del asesinato».
El día 29, en un vídeo difundido en una manifestación en Beirut, Nasrallah exhortó a los musulmanes de todos los países árabes a «una tercera Intifada en Palestina y en todos los Estados árabes». El líder de Hezbolá dijo que «abandonar a los palestinos de la Franja de Gaza sería participar en el crimen, en las matanzas y en la traición».

### Irán

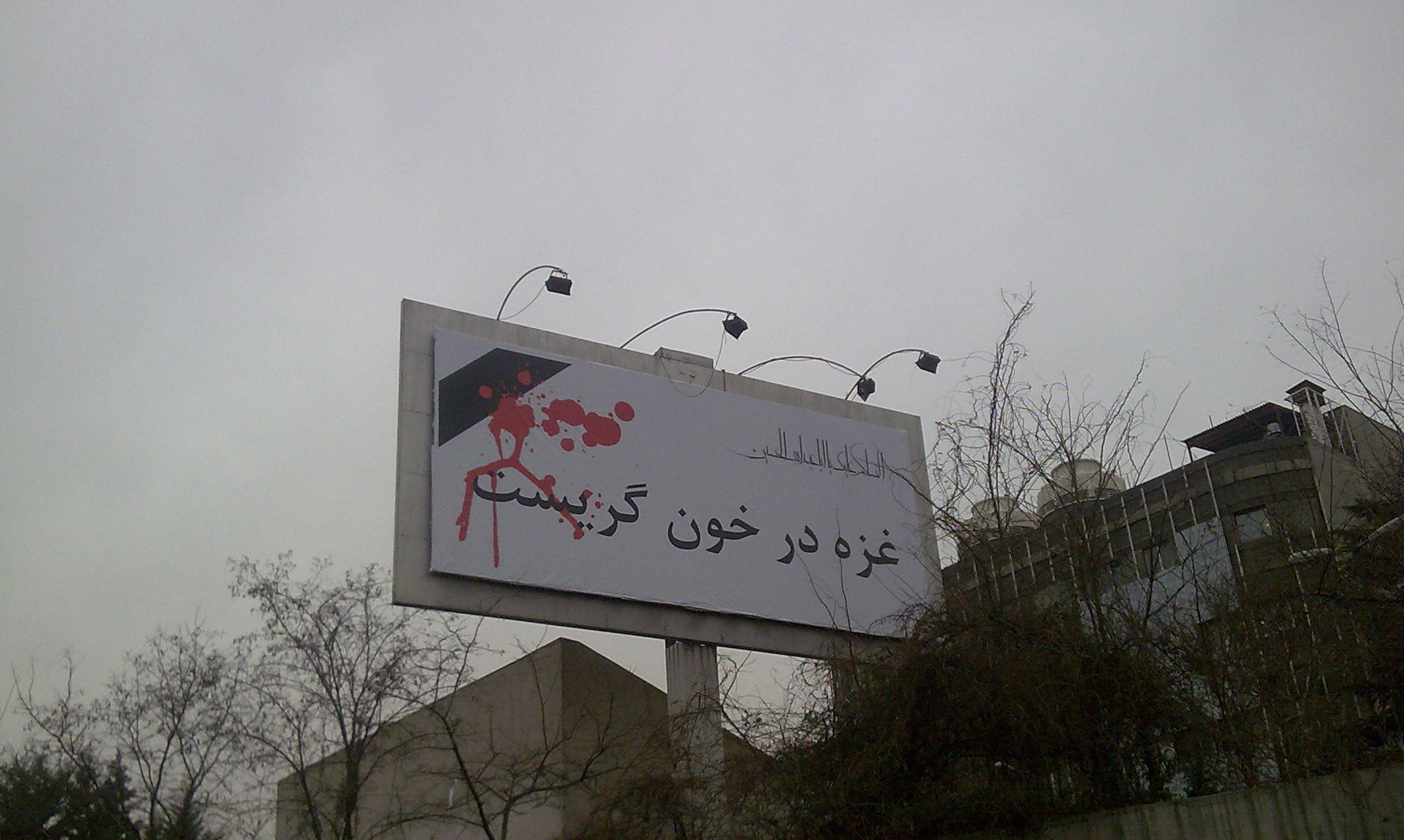
Una cartelera en Teherán con un mensaje apoyando al pueblo palestino. En árabe puede leerse: «Gaza gritó en sangre».

El ministro de Exteriores de Irán dijo que «Irán condena duramente los ataques masivos del régimen sionista contra los civiles en Gaza» y que «los bombardeos contra personas inocentes son imperdonables e inaceptables». Algunos iraníes trataron de mandar voluntarios a Gaza para luchar contra los israelíes. El líder supremo de Irán, Ali Khamenei lanzó un decreto religioso a los musulmanes del mundo el 28 de diciembre de 2008, ordenándoles a «defender a las mujeres indefensas, a los niños y al pueblo de Gaza de cualquier forma posible», y refiriéndose a las víctimas palestinas del conflicto como «mártires». Por otro lado, el primer cargamento de ayuda iraní, que incluía medicinas y comida para la Franja de Gaza llegó a El Cairo el 28 de diciembre de 2008.

### Canadá
El ministro de Exteriores de Canadá, Lawrence Cannon, emitió una declaración en la cual señaló el «claro derecho a la autodefensa» de Israel contra los continuos ataques por los militantes que acusó de apuntar a la población civil en forma deliberada. «Primero que nada, esos ataques con cohetes se deben detener. Al mismo tiempo, llamamos a los dos lados a usar todos los esfuerzos para evitar las víctimas civiles y para crear las condiciones que permitan un acceso humanitario seguro para aquellos que lo necesitan en Gaza». Cannon también llamó a renovar los esfuerzos para alcanzar una tregua.
Al mismo tiempo el gobierno reprimió duramente una manifestación de mujeres judías que ocuparon el consulado israelí canadiense en solidaridad con las víctimas del ataque sionista.

### Argentina
La Cancillería argentina expresó «su profundo pesar y rechazo por los actos de violencia que una vez más vuelven a enlutar a Medio Oriente, que dejaron un trágico saldo de muertos y heridos en la población civil», y pidió a israelíes y palestinos que «pongan fin de manera inmediata a todo acto de violencia». Emplazó a los contendientes a retomar la vía del diálogo y a los israelíes al levantamiento del bloqueo en Gaza «Israel debe preservar y facilitar en forma permanente el normal flujo de suministros y de servicios para atender las necesidades más urgentes de la población en Gaza».
Por otra parte, el 29 de diciembre, tuvo lugar en Buenos Aires una numerosa marcha de protesta frente a la Embajada israelí, encabezada por la Federación de Entidades Árabe-Argentina y la Federación de Entidades Argentino-Palestinas y acompañada por organizaciones de izquierda (como el Partido Obrero y el Partido de los Trabajadores Socialistas), organizaciones barriales, estudiantiles y personalidades políticas. En ella, el presidente de la Federación Árabe-Argentina declaró: «Denunciamos con todas las letras el terrorismo del Estado israelí, la hipocresía de la ONU, en primer lugar, y de las potencias mundiales por respaldar a un país usurpador, racista y asesino como es Israel».
Nuevamente, el 6 de enero, se realizó una movilización multitudinaria (estimada en alrededor de 5.000 personas) que marchó desde el Obelisco hasta la Embajada israelí en Buenos Aires. En ella las organizaciones convocantes exigieron la ruptura de las relaciones comerciales que se mantienen entre ambos países y que proponga el fin del acuerdo comercial firmado entre el MERCOSUR y el Estado de Israel. Al mismo tiempo se le exigió tanto a los políticos oficialistas, como a los principales opositores que se pronunciaran sobre los hechos, cosa que finalmente no hicieron.

### Chile
El Gobierno de Chile condenó «enérgicamente», los ataques perpetrados en la Franja de Gaza, «que han causado gran número de víctimas, incluyendo civiles, mujeres y niños, y expresa su más profunda preocupación por la escalada de violencia que se vive en la región». Asimismo formuló un llamado al cese inmediato de todas las hostilidades y provocaciones, «y lamenta profundamente el uso desproporcionado de la fuerza por parte de Israel en los territorios palestinos».
Concluye señalando: «El Gobierno de Chile reitera su más absoluta convicción de que la solución militar no conducirá a la paz a la que tienen derecho tanto israelíes como palestinos».

### Venezuela
El 6 de enero, el gobierno de Venezuela expulsó al embajador israelí en solidaridad con los palestinos de Gaza. A través de un comunicado de prensa el Gobierno dijo que «presenciaba el horror de la muerte de niños y mujeres inocentes, producto de la invasión de la Franja de Gaza por tropas israelíes», que «manifestaba su solidaridad» con los palestinos, que «condena tajantemente las flagrantes violaciones del Derecho Internacional en las que ha incurrido el Estado de Israel y denuncia su utilización planificada del terrorismo de Estado y que por estas razones expulsaba al embajador e instruía su misión en la ONU para que el Consejo de Seguridad aplique medidas urgentes y necesarias para detener esta invasión».
Anteriormente el presidente Hugo Chávez manifestó su profunda indignación ante el ataque y expresó su solidaridad con el pueblo palestino. A la vez señaló al gobierno de los Estados Unidos como cómplice del ataque declarando: «El único gobierno del mundo que ha sido cómplice de este ataque ha sido el gobierno de los Estados Unidos, y causa estupor la declaración de su vocero, Gordon Jhondroe, al señalar que para que acabe la violencia en la región, deben cesar los ataques a Israel».
Asimismo instó a las Naciones Unidas «para que ejerza su autoridad y aplique las múltiples resoluciones adoptadas en favor del Pueblo Palestino y contra la violencia de estado practicada por el Gobierno de Israel».
El 15 de enero, y tras anunciar el gobierno de Bolivia la ruptura de relaciones diplomáticas con Israel a causa de la ofensiva sobre la Franja de Gaza, el gobierno de Venezuela anunció que rompía las relaciones con el estado hebreo «ante la gravedad de las atrocidades contra el pueblo palestino». El gobierno del presidente Hugo Chávez manifestó su intención de «insistir ante la comunidad internacional para que sean denunciados ante la Corte Penal Internacional los crímenes de lesa humanidad cometidos por sus líderes».

### España
El día siguiente al inicio del ataque israelí sobre la Franja de Gaza, el ministro español de Asuntos Exteriores y de Cooperación, Miguel Ángel Moratinos pidió a su homóloga israelí, la candidata a las elecciones a primer ministro Tzipi Livni, el cese de los bombardeos sobre la Franja de Gaza. El ministro, que calificó de «desproporcionada» la reacción israelí, al tiempo que responsabilizó a Hamás del desencadenamiento del bombardeo a causa de los lanzamientos de cohetes sobre el sur de Israel, expresó a Livni la necesidad de llegar un alto el fuego en el que se pudiesen sentar las bases de una tregua permanente entre Israel y Hamás.
Al día siguiente del inicio de la operación se reunieron varios centenares de personas en una manifestación convocada por la Asociación Hispano-Palestina Jerusalén y la ONG Paz Ahora, frente a la embajada de Israel en Madrid, para protestar y reclamar el fin de los bombardeos.
El 29 de diciembre los dos sindicatos mayoritarios, CCOO y UGT, se añadieron a las condenas a la ofensiva y llamadas a la paz, pidiendo una «intervención urgente» de la ONU, del Gobierno español y de la Unión Europea para frenar la ofensiva, y señalando la reñida campaña de las próximas elecciones en Israel como un factor que «no puede aislarse» del conflicto. Afirmaron que la ruptura de la tregua a primeros de diciembre «no puede ocultar la sistemática oposición del Gobierno de Israel a hacer concesiones políticas en cumplimiento de la resoluciones de la ONU», y que el fomento de asentamientos de colonos israelíes en Cisjordania «impide cualquier solución del conflicto».
El 11 de enero se realizaron varias manifestaciones en algunas ciudades españolas, destacando los 250.000 manifestantes (según la organización) en Madrid, los 50.000 en Barcelona, los 4.000 en Sevilla, así como otras en Palma de Mallorca o Tarragona. Asimismo, el 18 de enero hubo una nueva manifestación en Madrid, esta vez para apoyar la intervención israelí, que reunió a 3.000 personas según la organización.

### Bolivia
El 14 de enero de 2009 el presidente del gobierno de la República de Bolivia Evo Morales anunció la ruptura de relaciones diplomáticas con Israel como muestra de condena a los ataques del ejército hebreo al pueblo palestino y solicitó que le fuera retirado el premio Nobel de la Paz a Shimon Peres, actual presidente del Estado hebreo. En la misma conferencia de prensa Evo Morales añadió:

«Es urgente convocar a una asamblea general extraordinaria de las Naciones Unidas para emitir un voto de condena a la actitud criminal de Israel contra el pueblo palestino» y que «coordinará con otros estados y organizaciones humanitarias, la presentación de una solicitud de investigación ante la Corte Penal Internacional por los graves crímenes que comete el primer ministro y otros miembros del gabinete israelí en la Franja de Gaza».

## Organizaciones no gubernamentales

### Amnistía Internacional
La organización ha manifestado tras el inicio de los ataques que «un uso tan desproporcionado de la fuerza por parte de Israel es completamente ilegal y corre el riesgo de provocar nuevos focos de violencia en toda la región». Por otro lado mencionan que Hamás y el resto de grupos armados palestinos «comparten la responsabilidad por esta escalada. Sus continuos ataques con cohetes contra ciudades y poblaciones en el sur de Israel son completamente ilegales y no pueden ser justificadas nunca».
También afirma que dicha escalada de violencia «llega en un momento en que la población civil ya se enfrenta a una lucha diaria por la supervivencia, debido al bloqueo israelí, que incluso ha impedido la entrada de alimentos y medicinas en Gaza», y conminan a la comunidad internacional a intervenir cuanto antes «para garantizar que los civiles atrapados en la violencia sean protegidos y que el bloqueo en Gaza sea levantado».
Amnistía Internacional informó el 29 de diciembre que al parecer fuerzas israelíes enviaban mensajes telefónicos aleatoriamente a muchos habitantes de Gaza, diciendo que abandonaran sus casas por el riesgo inminente de ataque aéreo contra ellas. Al parecer, dicha práctica fue ampliamente utilizada en Gaza y en Líbano en 2006, aunque no se supo que fuera usada posteriormente. Este tipo de amenaza parece perseguir que se extienda el temor entre la población civil, dado que generalmente no se han producido los ataques aéreos que anunciaban. Si ésta fuera la finalidad, señala AI, tal práctica viola el derecho internacional, y se le debe poner fin de inmediato.
Asimismo, la ONG emplazó a la comunidad internacional a ir más allá de las palabras y tomar medidas de presión concretas sobre ambos bandos del conflicto para que acaben los abusos que se cometen contra el derecho internacional.

### Intermón Oxfam
La organización humanitaria Intermón Oxfam ha advertido que «la comunidad internacional no debe quedarse al margen ni permitir que Israel siga violando el Derecho Internacional Humanitario atacando de forma desproporcionada a la población de Gaza». Su portavoz Lara Contreras también condenó los ataques con cohetes de Hamás, pero consideran que «esos ataques no justifican esta respuesta militar de Israel, que se está cobrando vidas de civiles inocentes». Oxfam ha señalado que «cientos de miles de personas» dependen en Gaza las agencias de ayuda humanitaria para cubrir sus necesidades básicas: agua potable, alimentos y servicios sanitarios. «Gaza ha estado aislada del mundo durante 19 meses y la población se encuentra al límite», afirmó.